# Eugraphe characterea
Eugraphe characterea är en fjärilsart som beskrevs av Eugen Johann Christoph Esper 1786. Eugraphe characterea ingår i släktet Eugraphe och familjen nattflyn. Inga underarter finns listade i Catalogue of Life.